# 佩塔卡 (新墨西哥州)
佩塔卡（英語：Petaca）是位於美國新墨西哥州里奧阿里巴縣的非建制地區。

## 歷史
佩塔卡的郵局於1900年設立，其後於1936年停運。

## 地理
佩塔卡所處的海拔為高於海平面2217米（即7274英呎），而該地所採用的時區為UTC-7，即北美山地时区（MST）。同時該地設有夏令時間，為UTC-7調快一小時，即UTC-6（MDT）。